# مركبة مدرعة مضادة للكمائن والألغام
مركبة مدرعة مضادة للكمائن والألغام، هي فئة من المركبات التكتيكية العسكرية الخفيفة للولايات المتحدة التي يتم إنتاجها في إطار برنامج إم راب (MRAP) والمصممة خصيصًا لمقاومة هجمات العبوات الناسفة والكمائن. بدأ برنامج إم راب التابع لوزارة الدفاع الأمريكية في عام 2007 كرد فعل على التهديد المتزايد للعبوات الناسفة خلال حرب العراق. ونشر البرنامج أكثر من 12000 مركبة بين عامي 2007 و2012 في كل من حرب العراق والحرب في أفغانستان.
اختتمت المرحلة الأولى من إنتاج مركبات إم راب رسميًا في عام 2012، تلاه إطلاق مركبة أوشكوش إم-أي تي في. وفي عام 2015، حصلت شركة أوشكوش على عقد لتصنيع مركبة أوشكوش إل-أي تي في باعتبارها المركبة التكتيكية الخفيفة المشتركة، تم تصميم هذه المركبة الخفيفة المقاومة للألغام لتحل محل سيارة الهمفي في الأدوار القتالية وتكمل مركبة أوشكوش إم-أي تي في.
على الرغم من قدراتها الدفاعية، فإن مركز ثقل مركبة إم راب المرتفع يجعلها عرضة للانقلابات. أشارت الدراسات إلى أن نسبة كبيرة من حوادث مركبات إم راب تنطوي على انقلابات المركبات.

## تاريخ
دخلت المركبات المدرعة الخفيفة المصممة خصيصًا لمقاومة الألغام الأرضية لأول مرة في السبعينيات من قبل الجيش الروديسي، وتطورت بشكل أكبر من قبل الشركات المصنعة في جنوب إفريقيا بدءًا من عام 1974 مع ناقلة الجنود المدرعة هيبو (APC).

## وصلات خارجية
- المادة كالة انباء اسوشيتد برس عن مثل هذه المركبات في العراق (9 مايو 2008)
- "United States Marine Corps article". مؤرشف من الأصل في 2006-02-28.
- الأمن العالمي
- المليارات المطلوبة لشاحنات مدرعة جديدة
- انفجار مقابل المقاوم المدرع
- فالحركة -- على وزير الدفاع Update.com
- الدولية والشاحنات / Plasan ساسا فالحركة
- البنتاجون ترفض التماسات من الضباط في الميدان للسيارات أكثر أمانا (يو اس ايه توداي 7-16-07)
- القوات تتلقى أول MaxxPro مثل هذه المركبات في العراق (فيديو) على يوتيوب
- دراسة أخطاء تأخير الشاحنات المدرعة للعراق
- شريط فيديو لسيارة فالحركة التدحرج في العراق. على حافة الطريق مفسحا الطريق على تلة.
- النمساوية المدرعة فالحركة التصميم.